# ODESSA
ODESSA je zkratkové slovo pro německý název Organisation der ehemaligen SS-Angehörigen – Organizace bývalých příslušníků SS, která dodnes, ale především v období po druhé světové válce umožnila mnohým příslušníkům SS uniknout potrestání a zajistila jim beztrestnost a pohodlné živobytí. Organizace byla více ukázána veřejnosti díky známému dílu britského spisovatele Fredericka Forsytha s názvem Spis ODESSA.

## Historie
Vznik organizace je úzce spjat s koncem druhé světové války a obecně uznávané datum založení organizace, které bylo zjištěno známým lovcem nacistů Simonem Wiesenthalem je rok 1946. Někteří bývalí nacisté a pozorovatelé byli a stále někteří jsou názoru, že ODESSA nebyla jedna organizace, ale že v názvu bylo smícháno několik organizací a vlád, které se na činech připisovaných ODESSA podíleli. Podle Bernda Ingmara Gutberleta však neexistují důkazy, že ODESSA skutečně existovala.
Odhaduje se, že v letech po válce, hlavně mezi lety 1947–1951, pomohla ODESSA zorganizovat útěk mnoha nacistů do zahraničí – především šlo o Argentinu, kde vládl diktátor Juan Perón a také několik evropských zemí jako například Itálie nebo Španělsko. Navíc po této bouřlivé epoše pomohla ODESSA mnohým členům SS se začleněním do nově zrozené společnosti Západního Německa tím, že jim obstarala nové identity a vybavila je financemi pro nový život.